# Alan E. Baklayan
Alan E. Baklayan (* 9. Februar 1959 in Kairo) ist ein deutscher Heilpraktiker, Kung-Fu- und Taijiquan-Lehrer sowie Unternehmer und Autor aus München.

## Leben
Baklayan ist als Heilpraktiker in München tätig. Er ist Inhaber und Lehrer in einer seit 1976 bestehenden traditionellen Schule für chinesische Kampfkünste in München. Er unterrichtet seit den 1970er Jahren die beiden Kung-Fu-Stile Hung Gar und Choy Lay Fut, wie sie ihm seit seinem 13. Lebensjahr erst von seinem älteren Mitschüler Vernon Rieta und dann von seinem Lehrer Bucksam Kong vermittelt wurden. Auch lehrt er den Zheng-Manqing-Stil des Taijiquan.

## Veröffentlichungen
- Sanfte Selbstheilung mit harmonischen Schwingungen – Das Praxisbuch. Dermavit, München 2015, ISBN 978-3-00-049320-1.
- Krieg der Bergdämonen. Goldmann, München 2009, ISBN 978-3-442-33845-0.
- Nichtraucher – jetzt werden. Michaels, Peiting 2007, ISBN 978-3-89539-469-0.
- Sanftes Heilen durch Biofrequenzen. 3. Auflage. Michaels, Peiting 2007, ISBN 978-3-89539-177-4.
- Das Asthma-Buch. Goldmann, München 2002, ISBN 3-442-14219-9.
- Parasiten. Die verborgene Ursache vieler Erkrankungen. Goldmann, München 1999, ISBN 3-442-14163-X.[3]